# Timothy Chandler
Timothy „Timmy“ Chandler (* 29. März 1990 in Frankfurt am Main) ist ein deutsch-US-amerikanischer Fußballspieler. Der rechte Außenbahnspieler wurde ab seinem zwölften Lebensjahr bei Eintracht Frankfurt ausgebildet. Beim 1. FC Nürnberg, für den er von 2010 bis 2014 aktiv war, schaffte er den Sprung zum Profi und spielte vier Saisons in der Bundesliga. Seit 2014 steht er wieder bei der Eintracht unter Vertrag und gewann mit ihr 2018 den DFB-Pokal sowie 2022 die Europa League. Darüber hinaus kam Chandler von 2011 bis 2016 in 29 Spielen der US-amerikanischen Nationalmannschaft zum Einsatz.

## Verein

### Bis 2010: Anfänge in Oberau und Frankfurt
Chandler begann bei seinem Heimatverein Sportfreunde Oberau im hessischen Altenstadt mit dem Fußballspielen. Mit elf Jahren fiel er bei einem Hallenturnier Nachwuchs-Scouts von Eintracht Frankfurt auf, woraufhin er in die Jugend dieses Vereins wechselte. Dort hatte er eine sehr erfolgreiche Zeit und wurde mit der U15 im Jahr 2005 süddeutscher Meister. Noch als A-Jugendlicher wurde er 2007/08 gegen Saisonende erstmals auch in der U23 der Frankfurter eingesetzt. Am Ende der Saison stieg die Mannschaft von der Hessenliga in die Regionalliga Süd auf und Chandler spielte zwei weitere Jahre in der vierthöchsten Liga, in der er sich als Stammspieler etablierte.

### 2010–2014: Durchbruch in Nürnberg

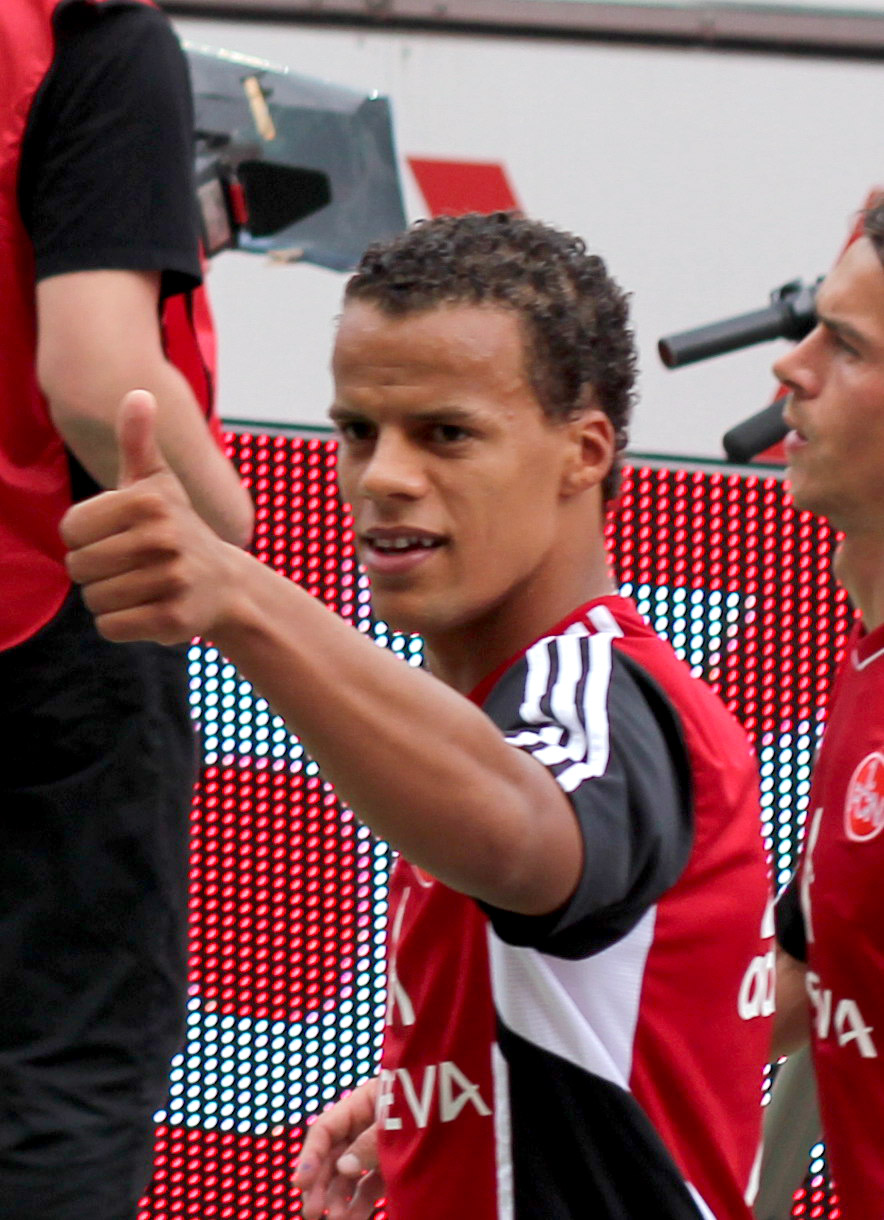
Chandler 2011 als Bundesliga-Spieler für den 1. FC Nürnberg

2010 wechselte er zum Ligakonkurrenten 1. FC Nürnberg II. Dort wurde Chandler, der bis dahin in der Offensive gespielt hatte, zum Defensivspieler umfunktioniert und rechts oder im defensiven Mittelfeld eingesetzt. Er spielte fast alle Partien der Regionalligahinrunde und erzielte dabei vier Tore.
Bereits am 8. Oktober 2010 wurde er erstmals in einem Testspiel der ersten Mannschaft der Franken gegen Sigma Olmütz eingesetzt. Nachdem kurz darauf zwei Stammspieler der Profis auf der rechten Abwehrseite ausgefallen waren und die Ersatzformation gegen den 1. FC Kaiserslautern versagt hatte, war sein Bundesligadebüt im Gespräch, was sich aber nach der Rückkehr von Juri Judt zerschlug. Nichtsdestotrotz begann mit der Rückrunde der Bundesliga-Saison 2010/11 endgültig Chandlers Profikarriere. Er bestritt die Vorbereitung mit den Profis und reiste auch in das Trainingslager in die Türkei mit. Beim Rückrundenauftakt am 15. Januar 2011 gegen Borussia Mönchengladbach saß er erstmals auf der Ersatzbank. Nur vier Tage später wurde er beim DFB-Pokal-Achtelfinale gegen Kickers Offenbach in den Schlussminuten eingewechselt, und am 22. Januar gab er in der Partie beim SC Freiburg sein Bundesligadebüt. Es folgte unmittelbar darauf ein weiterer Pokaleinsatz und seine Heimpremiere gegen den Hamburger SV. Am 22. Spieltag der Saison erzielte er beim 4:1-Auswärtssieg beim VfB Stuttgart das 3:1 und damit sein erstes Bundesligator. Außerdem bereitete er das 2:0 vor. Bis zum Ende der Saison übernahm er die Stammposition auf der rechten Defensivseite und spielte in 14 der 17 Rückrundenspiele. Im März 2011 verlängerte Chandler seinen Vertrag bei den Franken vorzeitig bis 2013.
In den beiden folgenden Saisons war er weiterhin unumstritten auf der rechten Verteidigerposition. Im April 2012 wurde sein Vertrag vorzeitig bis 2015 verlängert. Erst im Lauf der Rückrunde 2012/13 wurde er unter dem neuen Trainer Michael Wiesinger vermehrt offensiv auf der rechten Seite eingesetzt. Chandler absolvierte 30 Spiele, bevor er die Saison wegen eines Außenbandanrisses im Knie vorzeitig beenden musste. Am zweiten Spieltag der Saison 2013/14 kehrte er ins Team zurück und übernahm von da an wieder die Stammposition in der rechten Defensive. Im dritten Spiel der Rückrunde, seinem 100. Spiel in Liga und Pokal für den 1. FC Nürnberg, verletzte er sich bei einem Sturz erneut schwer am linken Knie und fiel nach einem Außenmeniskusriss wieder mehrere Wochen aus.

### Seit 2014: Pokalsieger und Europa-League-Sieger als Publikumsliebling bei der Eintracht

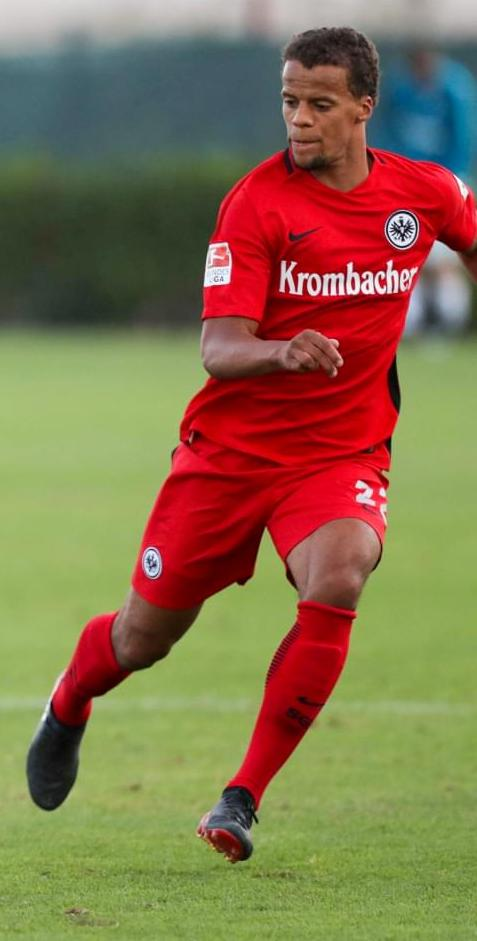
Chandler 2017 als Spieler der Frankfurter Eintracht

Nach dem Abstieg der Nürnberger aus dem Fußball-Oberhaus kehrte Chandler zur Saison 2014/15 für eine Ablösesumme von einer Million Euro zu Eintracht Frankfurt zurück und war dort nun erstmals Teil der ersten Mannschaft. Er unterschrieb einen Vertrag bis zum 30. Juni 2017, der Ende Dezember 2016 vorzeitig bis 2020 verlängert wurde. Im Spielbetrieb der Eintracht als Stammspieler (und unter Niko Kovač nach dem Weggang von Bastian Oczipka auf der linken Außenbahn) gesetzt, erzielte er für die „Adler“ in der Bundesliga bis zum Ende der Saison 2017/18 drei Tore und bereitete zehn vor. Bisheriger Höhepunkt seiner Vereinslaufbahn war im Mai 2018 der 3:1-Finalsieg gegen den FC Bayern München im DFB-Pokal. Wegen eines Knorpelschadens im rechten Kniegelenk musste Chandler sich im August 2018 einer Operation unterziehen und fiel fast die gesamte Saison aus. Am 5. Mai 2019 kam er im Bundesliga-Auswärtsspiel gegen Leverkusen erstmals wieder für die Eintracht zum Einsatz. Wegen der relativ starken Konkurrenz durch Filip Kostić und Danny da Costa kam Chandler in der Hinrunde der Saison 2019/20 meist nur durch Einwechslungen zum Einsatz. Nichtsdestoweniger wurde sein Vertrag in Frankfurt vorzeitig bis zum Sommer 2022 verlängert. In der Rückrunde dieser Saison wurde Chandler von Kovač-Nachfolger Adi Hütter im rechten Mittelfeld eingesetzt. Aus dieser offensiveren Position heraus gelang es ihm, in wenigen Monaten mehr Tore für die Eintracht zu erzielen als bis dahin in allen Spielzeiten seit seiner Rückkehr nach Frankfurt. Obwohl er in der anschließenden Saison deutlich seltener und kaum von Beginn an spielte, wurde Chandlers Vertrag im Mai 2021 erneut vorzeitig bis zum Sommer 2025 verlängert, mit Option auf eine Anstellung bei der Eintracht nach Beendigung seiner Spielerlaufbahn. Unter Frankfurts neuem Trainer Oliver Glasner stand Chandler in der Spielzeit 2021/22 wieder häufiger in der Startelf und absolvierte wettbewerbsübergreifend 22 Pflichtspiele. Am 18. Mai 2022 gewann er mit seiner Mannschaft das Finale der Europa League gegen die Glasgow Rangers.
Chandler gilt in der Frankfurter Mannschaft als Spaßvogel sowie bei den Fans als Identifikationsfigur und Publikumsliebling. Aufgrund seines ungewöhnlichen Körperbaus und Laufstils trägt er die Spitznamen „J.Lo“ und „Ente“.

## Nationalmannschaft

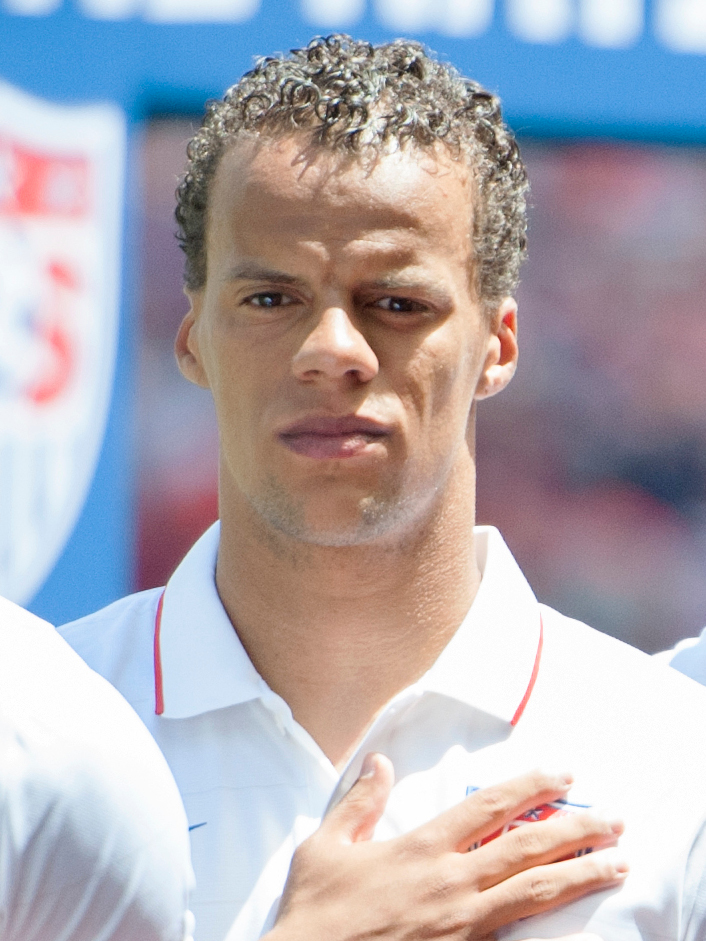
Chandler im Nationalmannschaftstrikot (2014)

Timothy Chandler nahm im Januar 2007, unter anderem mit seinem späteren Frankfurter Teamkollegen Kevin Trapp, an einem Lehrgang der deutschen U17-Nationalmannschaft teil. Chandler, der die deutsche und die US-Staatsbürgerschaft besitzt, bekundete im Januar 2011, bei Bedarf für die US-Nationalmannschaft spielen zu wollen. Nach seinem Durchbruch in der Bundesliga wurde er vom damaligen US-Coach Bob Bradley für zwei Freundschaftsspiele Ende März 2011 gegen Argentinien und Paraguay erstmals in den Kader der US-Nationalmannschaft berufen. Am 26. März 2011 debütierte er für die Nationalelf der Vereinigten Staaten, als er im Spiel gegen Argentinien zur zweiten Halbzeit für Jonathan Spector eingewechselt wurde. Im Spiel gegen Paraguay drei Tage später stand er zum ersten Mal von Beginn an für die Nationalmannschaft auf dem Platz.
Als Chandler unter Bradleys Nachfolger Jürgen Klinsmann ab Mai 2012 für Pflichtspiele im Rahmen der Qualifikation zur Weltmeisterschaft 2014 nominiert wurde, sagte er allerdings zunächst ab. Der Sportvorstand seines damaligen Vereins 1. FC Nürnberg, Martin Bader, gab seinerzeit in diesem Zusammenhang an, dass Chandler „sich mehr als Deutscher“ fühle – Chandler selbst bestritt aber, sich die Möglichkeit offenhalten zu wollen, eventuell noch für die DFB-Auswahl infrage zu kommen. Diese Diskussion hatte sich nach seinem ersten Pflichtspieleinsatz für die USA am ersten Spieltag der letzten Runde der WM-Qualifikation gegen Honduras am 6. Februar 2013 jedoch erledigt. Es war das einzige Spiel, das Chandler in dieser WM-Qualifikation bestritt. Bei der Weltmeisterschaft in Brasilien stand er zwar mit der Nummer 21 im Kader der „US-Boys“, blieb aber ohne Einsatz. Weitere sechs Pflichtländerspiele (allesamt in der Startelf) bestritt Chandler beim Gold Cup 2015 (4) und im Rahmen der Qualifikation für die Fußball-Weltmeisterschaft 2018 (2). Seit dem Ende der „Ära Klinsmann“ im November 2016 wurde Chandler nicht mehr in die US-Auswahl berufen.

## Erfolge
Eintracht Frankfurt Junioren
- Süddeutscher U15-Meister: 2005

Eintracht Frankfurt II
- Aufstieg in die Regionalliga Süd: 2008

Eintracht Frankfurt
- DFB-Pokal-Sieger: 2018
  - Finalist: 2017, 2023
- Europa-League-Sieger: 2022

## Persönliches
Chandlers Vater war als US-amerikanischer Soldat in Deutschland stationiert. Nachdem sich seine Eltern getrennt hatten, wuchs Chandler bei seiner Mutter im Altenstädter Ortsteil Waldsiedlung auf. Chandler ist seit 2016 verheiratet und wurde 2019 Vater einer Tochter.

## Trivia
Im Frankfurter Tatort: Es grünt so grün, wenn Frankfurts Berge blüh’n, dem letzten Fall des Ermittlerduos Janneke und Brix, hat Chandler einen Auftritt in einer Nebenrolle als Reinigungskraft.